# I-5 (sous-marin)
Pour les articles homonymes, voir I5.
Le sous-marin japonais I-5 est un porte-avions sous-marin de la marine impériale japonaise de classe J-1 Mod. (巡潜一型改).
Le I-5 fut le premier sous-marin porte-avions de la marine impériale japonaise.
Seul exemplaire du Junsen 1 Mod. (巡潜一型改), il fut lancé le 19 juin 1931 à Kobe par Kawasaki Shipbuilding Corporation. Un seul hydravion à flotteurs Yokosuka E6Y était transporté. Une catapulte fut installée en 1938 mais supprimée deux ans plus tard, le sous-marin fut ensuite reconfiguré en sous-marin d'attaque. À cette époque, le I-5 servait déjà en opérations.
En 1937, le sous-marin participa à la deuxième guerre sino-japonaise au sein de la 2e Flotte qui patrouillait les côtes de la Chine, un rôle que le sous-marin reprit au large des côtes des îles hawaïennes lors de l'attaque de Pearl Harbor en 1941. Le sous-marin  soutint ensuite la campagne néerlandaise des Indes orientales puis fut transféré dans l'océan Indien où il coula un navire marchand. Après avoir appuyé avec succès la campagne des îles Aléoutiennes, le sous-marin fut transformé en 1943 en moyen de transport pour l'approvisionnement des lointaines garnisons japonaises et doté d'une péniche de la classe Daihatsu, il transporta du ravitaillement jusqu'en Nouvelle-Bretagne. Le I-5 disparut en 1944, probablement coulé avec tous les membres d'équipage par le destroyer d'escorte de la marine américaine USS Wyman près des îles Mariannes le 19 juillet.

## Conception et développement
Au cours de la période suivant la Première Guerre mondiale, la marine impériale japonaise remarqua le potentiel des sous-marins transportant des avions et des études furent menées dès 1924, confirmées ensuite par un rapport américain déclarant : "des enquêtes spéciales sont maintenant en place au sein du corps d'aviation d'Oppama (Yokosuka) sur les sous-marins transportant des avions". Ces investigations démontrèrent la nécessité de disposer d'un sous-marin plus grand que les sous-marins-croiseurs existants afin d'être capable de lancer un hydravion de reconnaissance. En réponse, le Junsen 1 Mod. fut développé sur la base du Junsen 1 (巡潜一型).
Le sous-marin avait des dimensions similaires à celles de ses prédécesseurs mais son déplacement était plus important : 2 279 tonnes en surface et 2 968 tonnes en immersion. Ses dimensions étaient de 97,5 mètres de longueur, 9,22 m de largeur et 4,94 m de tirant d'eau. La puissance était fournie par deux moteurs diesel de 3 000 chevaux (2 237 kW) qui entraînaient deux arbres jusqu'à une vitesse maximale en surface de 18,8 noeuds (34,8 km/). Ces moteurs rechargeaient également les batteries qui alimentaient le navire sous l'eau. En immersion, l'énergie était fournie par des moteurs électriques délivrant 2 600 ch (1 939 kW) permettant une vitesse maximale de 8,1 nœuds (15 km/h). Les 589 tonnes de fioul  donnaient une autonomie de 24 000 milles nautiques (44 000 km) à 10 nœuds (19 km/h) en surface. En immersion, le sous-marin pouvait parcourir 60 milles nautiques (110 km) à 3 nœuds (5,6 km/h) et pouvait plonger jusqu'à 80 m. L'effectif était de 93 personnes, y compris les officiers. Sa grande taille lui permettait également de servir de navire amiral.
L'armement principal était similaire à celui des sous-marins Junsen 1, il consistait en six tubes lance-torpilles internes de 53,3 cm (21 pouces), tous à l'avant. 20 torpilles pouvaient être transportées. 
À peu près au même moment de son entrée en service, la marine japonaise développa en 1931 une nouvelle torpille standard, la Type 89.. La torpille avait une ogive de 300 kilogrammes et une portée de 5 500 mètres (18 045 pieds) à 45 noeuds (83 km/h). Elle resta en service jusqu'aux premiers jours de la Seconde Guerre mondiale, avant d'être remplacée par la Type 95 qui pouvait transporter une ogive plus imposante de 405 kg et à une vitesse plus élevée pouvant atteindre 47 noeuds (87 km/h) sur une distance de 12 000 mètres (39 370 pieds).
Le pont était équipé d'un support pour un canon de 14 cm de calibre 40 de type 11, qui tirait un obus de 38 kg à 1 600 mètres pour une cadence de cinq coups par minute. La défense antiaérienne, consistait en une mitrailleuse de 7,7 mm montée sur la tour de contrôle (kiosque) .
Un hydravion d'observation Yokosuka E6Y était transporté démonté dans deux conteneurs rétractables étanches à l'arrière de la tour de contrôle, un à bâbord et un à tribord. Les ailes étaient stockées dans un conteneur, le fuselage et les flotteurs dans l'autre. Pour le fonctionnement de l'appareil, le sous-marin devait s'arrêter, les conteneurs déployés, les composants assemblés et l'hydravion posé sur l'eau afin de décoller. Pendant l'entraînement, cet exercice s'avéra très long, rendant le sous-marin vulnérable aux attaques. Plus tard, le pont fut équipé d'une catapulte pour réduire le temps de mise à l'eau mais cela prolongea le temps de montage car l'avion devait être assemblé auparavant sur la catapulte.

## Construction
Le I-5 a été mis sur cale le 30 octobre 1929 à la Kawasaki Dockyard Co. de Kobe, lancé le 19 juin 1931 et mis en service le 31 juillet 1932.

## Carrière
Le I-5  entra donc en service en 1931et fut rattaché au district naval de Yokosuka, il suivit une formation et subit des essais jusqu'en 1933, date à laquelle une catapulte fut installée lors du carénage. Entre février et juillet 1936, le canon de pont fut temporairement remplacé par un canon à double usage Type 89 de 12,7 cm. Au début de la deuxième guerre sino-japonaise en 1937, le sous-marin fut rattaché à la 3e Flotte (flotte opérant sur les côtes chinoises) basée à Hong Kong, aux côtés du ravitailleur de sous-marins Komahashi et d'une flotte de sous-marins de croisière. Entre le 21 et le 23 août, le sous-marin patrouilla en mer de Chine Orientale, assurant la couverture à distance de deux flottes de combat constituées autour des croiseurs de bataille Haruna, Kirishima et des cuirassés Mutsu et Nagato qui transportaient les troupes du Japon vers la Chine.
En 1940, la mise en service de porte-avions sous-marins plus modernes des types A et types B ayant rendu le I-5 obsolète, il fut retiré du service et réaménagé. C'est pourquoi les installations permettant d'utiliser un avion furent supprimées et un canon de pont arrière installé à la place. Un canon anti-aérien de 25 mm de type 96 fut installé sur un pont prolongé. Le sous-marin entra de nouveau en service mais en tant que sous-marin d'attaque.
Le 16 novembre 1941, le sous-marin partit dans le cadre du 2e escadron de sous-marins dirigé par l'amiral Mitsumi Shimizu sur le I-7, aux côtés des I-4 et I-6. Il arriva au large des côtes d'Hawaï pour prendre position à l'ouest d'Oahu et fut chargé de patrouiller la zone et d'attaquer tous les navires de la marine américaine qui tenteraient de sortir à la suite de l'attaque japonaise. Le 7 décembre, il se déplaça pour patrouiller au nord de Molokaï, peu avant l'attaque de Pearl Harbor. Le bateau resta en poste pendant l'attaque.
Après un bref intermède le 9 janvier 1942, rejoignant d'autres navires de la marine japonaise pour chasser le porte-avions USS Lexington, le sous-marin retourna au Japon. Après un carénage à Yokosuka entre le 2 et le 11 février, il partit ensuite pour soutenir la campagne des Indes orientales néerlandaises, arrivant à Staring-baai à Sulawesi le 23 février. Le 25 février, alors qu'il patrouillait à l'ouest du Timor, le sous-marin fut observé par un avion de reconnaissance japonais Mitsubishi C5M escorté par neuf chasseurs Mitsubishi A6M Zero. Pensant avoir repéré un navire ennemi, les chasseurs attaquèrent le sous-marin, lui infligeant des dommages mineurs et blessant trois officiers. Après réparation, il fut envoyé dans l'océan Indien pour perturber la navigation et soutenir le raid sur Trincomalé dans l'océan Indien. Le 5 avril, il coula le navire marchand américain SS Washingtonian . Le 5 juin, le I-5 vint soutenir la campagne des îles Aléoutiennes et rejoignit la force  dirigée par l'amiral Boshirō Hosogaya qui a débarqué sur l'île d'Attu.
Cependant, une situation logistique de plus en plus difficile fit que le 16 novembre 1942, l'amiral Isoroku Yamamoto ordonna que des sous-marins soient mis à disposition comme moyens de transport. L'amiral Teruhisa Komatsu, commandant de la 6e flotte et responsable des opérations sous-marines, ordonna donc la conversion de treize sous-marins en transports. Les sous-marins assurèrent un service vital en transférant fournitures et personnes. Le 17 mars 1943, une péniche de débarquement de la classe Daihatsu fut ajoutée à son équipement pour permettre un transfert plus rapide du personnel et des ressources dans le cadre d'opérations dites de "transport de fourmis". Neuf jours plus tard, le sous-marin commença la première de neuf traversées d'approvisionnement entre Lae et Rabaul. Plus tard, il fut déplacé pour ravitailler la garnison des îles Aléoutiennes. Entre-temps, le sous-marin entreprit également d'autres missions comme le sauvetage de pilotes des bombardiers Mitsubishi G4M abattus par les forces américaines les 14 et 15 mai.
En juin 1944, les Japonais avaient pris conscience que leurs possessions dans les îles Mariannes seraient attaquées et formèrent un barrage sous-marin incluant le I-5, à 300 milles nautiques (560 km) à l'est des îles. Le sous-marin fut ensuite envoyé en ravitaillement à Pohnpei entre le 5 et le 9 juillet, puis navigua jusqu'à Truk d'où il partit le 16 juillet. Le 19 juillet, le destroyer d'escorte USS Wyman de la marine américaine identifia un contact sonar à 360 milles nautiques (670 km) à l'est de Guam. Des grenades anti-sous-marines de mortiers Hedgehog furent tirées et un sous-marin fut signalé détruit. La victime était probablement le I-5. Il n'y eut pas de survivants.
Le sous-marin fut retiré de la liste de la marine japonaise le 10 septembre 1944.